# Olszewo (gmina Boćki)
Olszewo – wieś w Polsce położona w województwie podlaskim, w powiecie bielskim, w gminie Boćki.
W latach 1975–1998 miejscowość należała administracyjnie do województwa białostockiego.
Wierni kościoła rzymskokatolickiego należą do parafii św. Józefa Oblubieńca w Boćkach.

## Zabytki
- cmentarz wojenny z I wojny światowej, nr rej.:A-74 z 12.01.1996[7].

## Zobacz też

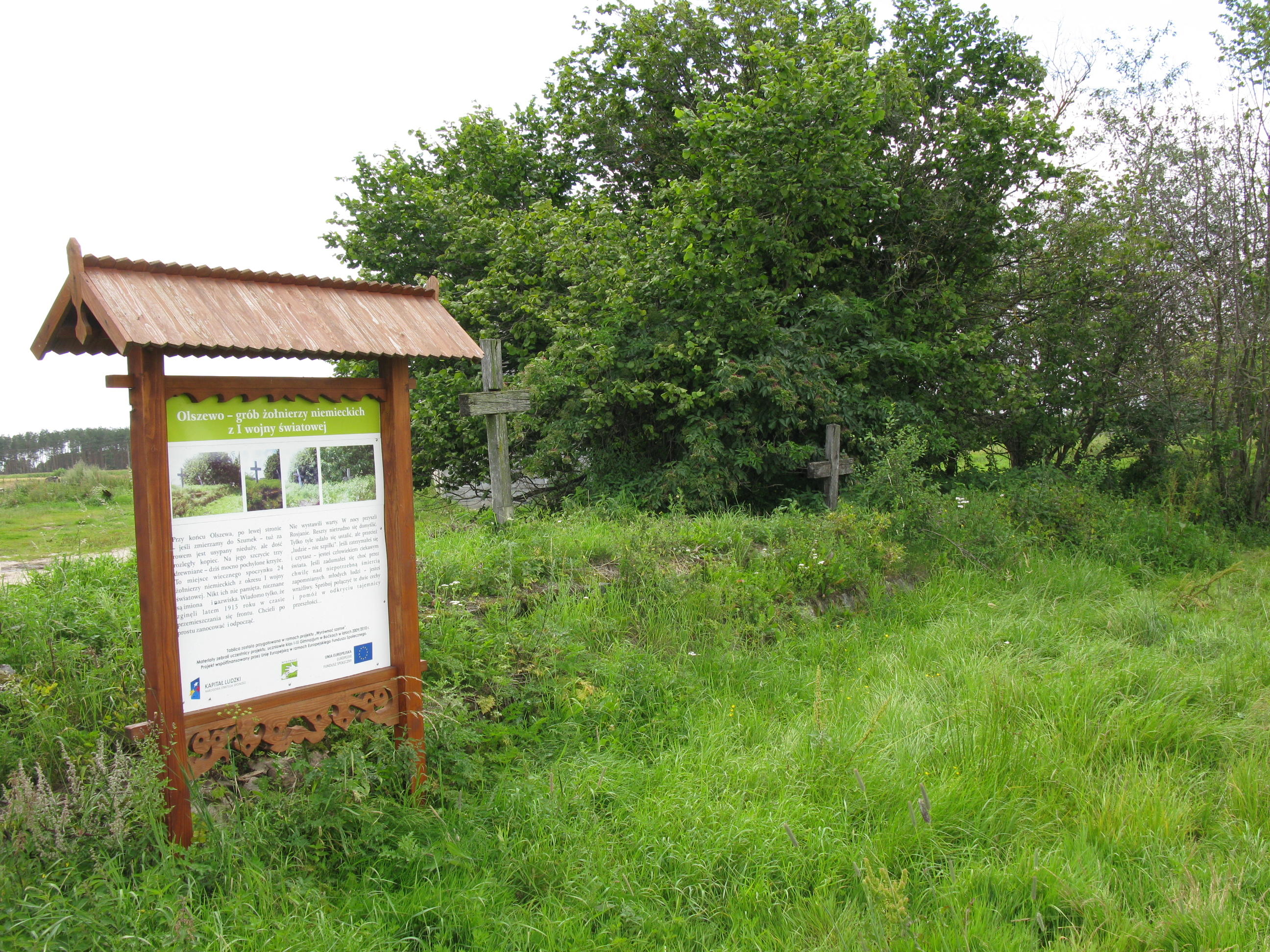
Cmentarz wojenny z I wojny światowej